# Mistrovství světa v malém fotbale 2015
Mistrovství světa v malém fotbale 2015 bylo 1. ročníkem MS v malém fotbale. Konalo se od 21. do 29. března 2015 ve Spojených státech amerických. Přičemž nebyly použity pravidla WMF, nýbrž pravidla místní americké soutěže "Arena Soccer". Účastnilo se ho 12 týmů, které byly rozděleny do 3 skupin po 4 týmech. Ze skupin pak postoupily do vyřazovací fáze první a druhý celek a dva nejlépe umístěné týmy ze třetích míst. Vyřazovací fáze zahrnovala 7 zápasů. Původně se turnaje měla zúčastnit Anglie, ta byla nahrazena Srbskem. Vítězem se staly Spojené státy americké, které ve finálovém zápase porazily Mexiko 5:3.

## Týmy
| Vlajka     | Stát       | Soupisky |
| ---------- | ---------- | -------- |
| Brazílie   | Brazílie   |          |
| Česko      | Česko      |          |
| Indie      | Indie      |          |
| Kanada     | Kanada     |          |
| Kazachstán | Kazachstán |          |
| Mexiko     | Mexiko     |          |
| Německo    | Německo    |          |
| Rumunsko   | Rumunsko   |          |
| Rusko      | Rusko      |          |
| Salvador   | Salvador   |          |
| USA        | USA        |          |
| Srbsko     | Srbsko     |          |

## Stadiony
MS v malém fotbale 2015 se hrálo na devíti stadionech v devíti amerických městech.
| Allen, TX                              | Park City, KS | Ontario, CA | Flint, MI                              |
| -------------------------------------- | --- | --- | -------------------------------------- |
| Allen Event Center                     | Hartman Arena | Citizens Business Bank Arena | Dort Federal Credit Union Event Center |
| 33°7′38,44″ s. š., 96°39′27,46″ z. d.  | 37°49′51,6″ s. š., 97°19′48″ z. d. | 34°4′22,61″ s. š., 117°33′59,04″ z. d. | 43°0′40″ s. š., 83°38′31″ z. d.        |
| Kapacita: 6 006                        | Kapacita: 5 000 | Kapacita: 9 736 | Kapacita: 4 021                        |
|                                        | | |                                        |
| Taylor, MI                             | Allen, TX Park City, KS Ontario, CA Taylor, MI Rochester, NY Flint, MI San Diego, CA Tulsa, OK Hoffman Estates, IL Mistrovství světa v malém fotbale 2015, Spojené státy americké | Allen, TX Park City, KS Ontario, CA Taylor, MI Rochester, NY Flint, MI San Diego, CA Tulsa, OK Hoffman Estates, IL Mistrovství světa v malém fotbale 2015, Spojené státy americké | Rochester, NY                          |
| Taylor Sportsplex                      | Allen, TX Park City, KS Ontario, CA Taylor, MI Rochester, NY Flint, MI San Diego, CA Tulsa, OK Hoffman Estates, IL Mistrovství světa v malém fotbale 2015, Spojené státy americké | Allen, TX Park City, KS Ontario, CA Taylor, MI Rochester, NY Flint, MI San Diego, CA Tulsa, OK Hoffman Estates, IL Mistrovství světa v malém fotbale 2015, Spojené státy americké | Blue Cross Arena                       |
| 42°12′33,12″ s. š., 83°15′59,76″ z. d. | Allen, TX Park City, KS Ontario, CA Taylor, MI Rochester, NY Flint, MI San Diego, CA Tulsa, OK Hoffman Estates, IL Mistrovství světa v malém fotbale 2015, Spojené státy americké | Allen, TX Park City, KS Ontario, CA Taylor, MI Rochester, NY Flint, MI San Diego, CA Tulsa, OK Hoffman Estates, IL Mistrovství světa v malém fotbale 2015, Spojené státy americké | 43°9′13,3″ s. š., 77°36′38,8″ z. d.    |
| Kapacita: 1 000                        | Allen, TX Park City, KS Ontario, CA Taylor, MI Rochester, NY Flint, MI San Diego, CA Tulsa, OK Hoffman Estates, IL Mistrovství světa v malém fotbale 2015, Spojené státy americké | Allen, TX Park City, KS Ontario, CA Taylor, MI Rochester, NY Flint, MI San Diego, CA Tulsa, OK Hoffman Estates, IL Mistrovství světa v malém fotbale 2015, Spojené státy americké | Kapacita: 10 669                       |
|                                        | Allen, TX Park City, KS Ontario, CA Taylor, MI Rochester, NY Flint, MI San Diego, CA Tulsa, OK Hoffman Estates, IL Mistrovství světa v malém fotbale 2015, Spojené státy americké | Allen, TX Park City, KS Ontario, CA Taylor, MI Rochester, NY Flint, MI San Diego, CA Tulsa, OK Hoffman Estates, IL Mistrovství světa v malém fotbale 2015, Spojené státy americké |                                        |
| San Diego, CA                          | Tulsa, OK | Hoffman Estates, IL |                                        |
| 32°45′19″ s. š., 117°12′44″ z. d.      | 36°8′12″ s. š., 95°55′58″ z. d. | 42°4′18,1″ s. š., 88°12′34,04″ z. d. |                                        |
| Valley View Casino Center              | Expo Square Pavilion | Sears Centre |                                        |
| Kapacita: 12 000                       | Kapacita: 6 311 | Kapacita: 8 362 |                                        |
|                                        | | |                                        |

## Zápasy
Čas každého zápasu je uveden v lokálním čase.
| Vysvětlivky                                                        |
| ------------------------------------------------------------------ |
| Týmy na prvních dvou místech postupují do čtvrtfinále              |
| Dva nejlépe umístěné týmy ze třetích míst postupují do čtvrtfinále |
| Vítěz zápasu je tučně zvýrazněn                                    |

### Skupinová fáze

#### Skupina A
| Tým        | Z | V | R | P | VG | IG | +/− | B |
| ---------- | - | - | - | - | -- | -- | --- | - |
| USA        | 3 | 3 | 0 | 0 | 24 | 8  | +16 | 9 |
| Česko      | 3 | 1 | 1 | 1 | 16 | 14 | +2  | 4 |
| Salvador   | 3 | 1 | 1 | 1 | 16 | 17 | −1  | 4 |
| Kazachstán | 3 | 0 | 0 | 3 | 8  | 25 | −17 | 0 |

| 23. března 2015 18:00                                         |        |                                                                    |                                                   |
| Česko                                                         | 5 : 5  | Salvador                                                           | Citizens Business Bank Arena, Ontario, Kalifornie |
| Robin Demeter 8' Jan Koudelka 20', 41' Ondřej Paděra 57', 58' | Report | Halil Jam Monterrosa 15', 25', 29' Cesar Espana 44' John Lopez 57' | Citizens Business Bank Arena, Ontario, Kalifornie |

| 23. března 2015 19:30 |        | |                                                   |
| Kazachstán            | 1 : 10 | USA | Citizens Business Bank Arena, Ontario, Kalifornie |
| Kairat Imanalin 15'   | Report | Matt Clare 4', 38', 57' Kraig Chiles 18', 40' Brian Farber 25' Felipe Gonzalez 26' Evan McNeley 26' Chiky Luna 56' Enrique Tovar 58' | Citizens Business Bank Arena, Ontario, Kalifornie |

| 24. března 2015 18:00                                     |        |                                                                                                |                                                   |
| Kazachstán                                                | 4 : 7  | Česko                                                                                          | Citizens Business Bank Arena, Ontario, Kalifornie |
| Kanat Achmetov 16', 51' (pen.) Kairat Kulbarakov 23', 38' | Report | Jakub Göth 3', 22' Jakub Slunéčko 19', 59' Čeněk Cenek 33' Robin Demeter 37' Ondřej Paděra 41' | Citizens Business Bank Arena, Ontario, Kalifornie |

| 24. března 2015 19:30                        |        | |                                                   |
| Salvador                                     | 3 : 9  | USA | Citizens Business Bank Arena, Ontario, Kalifornie |
| Halil Jam Monterrosa 16', 39' John Lopez 37' | Report | Chiky Luna 8', 58' Kraig Chiles 10', 32' (pen.) Gordy Gurson 21' Brian Harris 26', 44' Matt Clare 33', 55' | Citizens Business Bank Arena, Ontario, Kalifornie |

| 25. března 2015 18:00                                                                                              |        |                                                                  |                                                  |
| Salvador | 8 : 3  | Kazachstán                                                       | Valley View Casino Center, San Diego, Kalifornie |
| Javier Ayala-Hill 14', 57' Irvin Arevalo 15', 45' Anibal Echeverria 15', 53' Kevin Sanchez 16' Jose Monterroza 49' | Report | Stanislav Kononeko 15' Alibek Kistaubayev 35' Kanat Achmetov 56' | Valley View Casino Center, San Diego, Kalifornie |

| 25. března 2015 19:30                                   |        |                                                                                  |                                                  |
| Česko                                                   | 4 : 5  | USA                                                                              | Valley View Casino Center, San Diego, Kalifornie |
| Čeněk Cenek 28', 36' Ondřej Paděra 33' Jan Koudelka 55' | Report | Matt Clare 6' Brian Harris 19' Enrique Tovar 22' Pat Healey 57' Evan McNeley 58' | Valley View Casino Center, San Diego, Kalifornie |

#### Skupina B
| Tým      | Z | V | R | P | VG | IG | +/− | B |
| -------- | - | - | - | - | -- | -- | --- | - |
| Mexiko   | 3 | 3 | 0 | 0 | 49 | 4  | +45 | 9 |
| Rumunsko | 3 | 2 | 0 | 1 | 31 | 9  | +22 | 6 |
| Německo  | 3 | 1 | 0 | 2 | 32 | 17 | +15 | 3 |
| Indie    | 3 | 0 | 0 | 3 | 1  | 83 | −82 | 0 |

| 21. března 2015 17:00 |        | |                                  |
| Německo               | 1 : 9  | Mexiko | Allen Event Center, Allen, Texas |
| Marc Windecker 3'     | Report | Byron Alvarez 1', 46' Damian Garcia 3', 16' Efrain Martinez 3' Rodrigo Flores 31' Raymundo Reza 31' Omar Santillan 46' Edgar Quintin Vazquez 52' | Allen Event Center, Allen, Texas |

| 21. března 2015 19:00 |        |       |                                  |
| Rumunsko | 21 : 0 | Indie | Allen Event Center, Allen, Texas |
| Nicolae Dan Constandana 1' George Adrian Calugareanu 1', 16' Gabriel Cosmin Craciun 1', 1', 16', 31' Ioan Mircea Popa 16', 16' Gabriel Tanase 16', 31', 48', 60' Alin Cosmin Iacob 31', 48' Toma Vincene 31', 31' Razvan Dumitru Radu 31' Radu Burciu 46' Miroslav Cosmin Nicolin 46' Iulian Apostol 46' | Report |       | Allen Event Center, Allen, Texas |

| 22. března 2015 14:00   |        | |                                  |
| Indie                   | 1 : 29 | Německo | Hartman Arena, Park City, Kansas |
| Varun Kishor Jadeja 36' | Report | Daniel Jagenburg 2', 19', 42', 46', 53' Marius Ebbers 6', 13', 17', 20', 34' Tigin Yaglioglu 8', 24', 32' Boris Vertkin 13', 22', 27', 39', 47' Kilian Depuhl 15', 38' Marc Windecker 19', 23', 30', 49' Micha Alexander 21' Michael Fritz 31', 45' Timur Abali 31', 45' | Hartman Arena, Park City, Kansas |

| 22. března 2015 16:00                                 |        | |                                  |
| Rumunsko                                              | 3 : 7  | Mexiko | Hartman Arena, Park City, Kansas |
| Nicolae Dan Constandana 17', 23' Ioan Mircea Popa 51' | Report | Raymundo Reza 5' Eduardo Velez 29' Miguel Vaca 35' Rodrigo Flores 39' Efrain Martinez 49' Omar Quiroz 52' Byron Alvarez 57' | Hartman Arena, Park City, Kansas |

| 23. března 2015 18:00 |        | |                                  |
| Indie                 | 0 : 33 | Mexiko | Hartman Arena, Park City, Kansas |
|                       | Report | Raymundo Reza 2', 37' Edgar Quintin Vazquez 3', 29' Bogar Moreno 5', 39', 55' Miguel Resendes 6', 12', 18', 28', 36' Efrain Martinez 7', 14', 38', 53' Rodrigo Flores 12', 19' Eduardo Velez 13', 21' Omar Santillan 14', 24' Byron Alvarez 17', 29', 30', 49' Miguel Vaca 33', 36', 47' Omar Quiroz 41', 43' Damian Garcia 26', 42' | Hartman Arena, Park City, Kansas |

| 23. března 2015 19:30                                                                                                  |        |                                        |                                  |
| Rumunsko | 7 : 2  | Německo                                | Hartman Arena, Park City, Kansas |
| Radu Burciu 1', 27' Alin Cosmin Iacob 6', 37' Gabriel Tanase 21' George Adrian Calugareanu 44' Razvan Dumitru Radu 58' | Report | Boris Vertkin 23' Daniel Jagenburg 53' | Hartman Arena, Park City, Kansas |

#### Skupina C
| Tým      | Z | V | R | P | VG | IG | +/− | B |
| -------- | - | - | - | - | -- | -- | --- | - |
| Brazílie | 3 | 3 | 0 | 0 | 26 | 12 | +14 | 9 |
| Kanada   | 3 | 1 | 1 | 1 | 20 | 19 | +1  | 4 |
| Rusko    | 3 | 0 | 2 | 1 | 16 | 21 | −5  | 2 |
| Srbsko   | 3 | 0 | 1 | 2 | 16 | 26 | −10 | 1 |

| 23. března 2015 19:00                                                                                                   |        |                                                                                                 |                                     |
| Kanada | 10 : 6 | Srbsko                                                                                          | Taylor Sportsplex, Taylor, Michigan |
| Ian Bennett 2' Jocelyn Roy 8', 14' Freddy Moojen 15', 23' Lucas Ferritto 38' David Kadoic 48', 53' Pascal Aoun 55', 56' | Report | Slobodan Aleksov 9', 26', 58' Milos Šćepanović 42' Miki Djerisilo 43' Milan Ivanovic 55' (pen.) | Taylor Sportsplex, Taylor, Michigan |

| 23. března 2015 19:00                                                    |        | |                                       |
| Rusko                                                                    | 4 : 9  | Brazílie | Blue Cross Arena, Rochester, New York |
| Konstantin Golovskoi 7', 55' Valery Likhobabenko 38' Evgeny Marishin 43' | Report | Pablo Da Silva 1' Marcio Leite 2', 14' Daniel Martini Mattos 8', 53', 56' Renan Dias Manini 49' Elmo Neto 58' Luan Sales Oliveira 59' | Blue Cross Arena, Rochester, New York |

| 24. března 2015 18:00                                                     |        |                                                                                    |                               |
| Rusko                                                                     | 6 : 6  | Srbsko                                                                             | Perani Arena, Flint, Michigan |
| Evgeny Marishin 9', 15', 39' Sergey Dolmatov 44', 58' Maxim Kovalchuk 54' | Report | Milos Šćepanović 16', 48', 36' (pen.) Slobodan Aleksov 26' Miki Djerisilo 54', 59' | Perani Arena, Flint, Michigan |

| 24. března 2015 19:30 |        |                                                                |                               |
| Brazílie | 7 : 4  | Kanada                                                         | Perani Arena, Flint, Michigan |
| Elmo Neto 3', 53' Daniel Martini Mattos 5' Mauricio Salles 8' Dias Tiguinho 14' Lucas Bunster Almeida 18' Ricardinho Sobreira 32' | Report | Joshua Bennett 12' Freddy Moojen 29', 52' Olivier Babineau 44' | Perani Arena, Flint, Michigan |

| 25. března 2015 18:00                                                                |        |                                                                                  |                               |
| Rusko                                                                                | 6 : 6  | Kanada                                                                           | Perani Arena, Flint, Michigan |
| Vladimir Chitaya 10', 24', 58' Konstantin Golovskoi 22', 56' Valery Likhobabenko 49' | Report | Freddy Moojen 15', 22', 44' Ian Bennett 17' Pascal Aoun 19' Anthony Santilli 58' | Perani Arena, Flint, Michigan |

| 25. března 2015 19:30                                               |        | |                               |
| Srbsko                                                              | 4 : 10 | Brazílie | Perani Arena, Flint, Michigan |
| Milan Ivanovic 18' Boris Gujic 35' Michael Grba 41' Mirko Medić 58' | Report | Mauricio Salles 10', 21', 55' Renan Dias Manini 16' Vitor Diniz 31' Dias Tiguinho 37' Marcos Chantel 44' Sanaldo Freitas De Carvalho 48' Marcio Leite 54', 56' | Perani Arena, Flint, Michigan |

#### Žebříček týmů na třetích místech
| Poz. | Sk. | Tým      | Z | V | R | P | VG | IG | +/- | B |
| ---- | --- | -------- | - | - | - | - | -- | -- | --- | - |
| 1.   | A   | Salvador | 3 | 1 | 1 | 1 | 16 | 17 | -1  | 4 |
| 2.   | B   | Německo  | 3 | 1 | 0 | 2 | 32 | 17 | +15 | 3 |
| 3.   | C   | Rusko    | 3 | 0 | 2 | 1 | 16 | 21 | −5  | 2 |

### Vyřazovací fáze

#### Pavouk
|  | Čtvrtfinále                         | Čtvrtfinále                                   |                                               |       | Semifinále | Semifinále |  |  | Finále | Finále |
|  | 26. března, 19:00 – Flint, Michigan |                                               |                                               |       |            |            |  |  |        |        |
|  |                                     |                                               |                                               |       |            |            |  |  |        |        |
|  | Brazílie                            | 7                                             |                                               |       |            |            |  |  |        |        |
|  | Brazílie                            | 7                                             | 28. března, 17:30 – Hoffman Estates, Illinois |       |            |            |  |  |        |        |
|  | Česko                               | 3                                             |                                               |       |            |            |  |  |        |        |
|  | Česko                               | 3                                             | Brazílie                                      | 5 (2) |            |            |  |  |        |        |
|  | 26. března, 19:00 – Tulsa, Oklahoma |                                               | Brazílie                                      | 5 (2) |            |            |  |  |        |        |
|  |                                     | Mexiko (pen.)                                 | 5 (3)                                         |       |            |            |  |  |        |        |
|  | Mexiko                              | Mexiko (pen.)                                 | 5 (3)                                         | 12    |            |            |  |  |        |        |
|  | Mexiko                              |                                               | 29. března, 17:00 – Hoffman Estates, Illinois | 12    |            |            |  |  |        |        |
|  | Salvador                            | 0                                             |                                               |       |            |            |  |  |        |        |
|  | Salvador                            | 0                                             | Mexiko                                        | 3     |            |            |  |  |        |        |
|  | 26. března, 20:30 – Tulsa, Oklahoma |                                               | Mexiko                                        | 3     |            |            |  |  |        |        |
|  |                                     | USA                                           | 5                                             |       |            |            |  |  |        |        |
|  | Rumunsko                            | USA                                           | 5                                             | 5     |            |            |  |  |        |        |
|  | Rumunsko                            | 28. března, 19:30 – Hoffman Estates, Illinois |                                               | 5     |            |            |  |  |        |        |
|  | Kanada                              | 0                                             |                                               |       |            |            |  |  |        |        |
|  | Kanada                              | 0                                             | Rumunsko                                      | 3     |            |            |  |  |        |        |
|  | 27. března, 19:30 – Tulsa, Oklahoma |                                               | Rumunsko                                      | 3     |            |            |  |  |        |        |
|  |                                     | USA                                           | 7                                             |       |            |            |  |  |        |        |
|  | USA                                 | USA                                           | 7                                             | 9     |            |            |  |  |        |        |
|  | USA                                 |                                               |                                               | 9     |            |            |  |  |        |        |
|  | Německo                             | 2                                             |                                               |       |            |            |  |  |        |        |
|  | Německo                             | 2                                             |                                               |       |            |            |  |  |        |        |

#### Čtvrtfinále
| 26. března 2015 19:00 |        |                                                     |                               |
| Brazílie | 7 : 3  | Česko                                               | Perani Arena, Flint, Michigan |
| Mauricio Salles 9' Marcio Leite 11' Elmo Neto 12' Luan Sales Oliveira 22', 51' Daniel Martini Mattos 29' Ricardinho Sobreira 33' | Report | Robin Demeter 10' David Bednář 39' Michal Uhlíř 49' | Perani Arena, Flint, Michigan |

| 26. března 2015 19:00 |        |          |                                       |
| Mexiko | 12 : 0 | Salvador | Expo Square Pavilion, Tulsa, Oklahoma |
| Omar Santillan 6' Byron Alvarez 18', 56' Miguel Vaca 24', 48' Bogar Moreno 36' Damian Garcia 38' Rodrigo Flores 41' Jair Aleman 42' Miguel Resendes 49' Raymundo Reza 51' Edgar Quintin Vazquez 57' | Report |          | Expo Square Pavilion, Tulsa, Oklahoma |

| 26. března 2015 20:30 |           |        |                                       |
| Rumunsko              | 5 : 0     | Kanada | Expo Square Pavilion, Tulsa, Oklahoma |
|                       | Kontumace |        | Expo Square Pavilion, Tulsa, Oklahoma |

| 27. března 2015 19:30                                                                               |        |                                            |                                       |
| USA                                                                                                 | 9 : 2  | Německo                                    | Expo Square Pavilion, Tulsa, Oklahoma |
| Kraig Chiles 6', 16' John Sosa 16' Tony Donatelli 22', 26', 53' Matt Clare 35', 52' Jeff Hughes 45' | Report | Marc Windecker 40' Massud Asiel-Sarmie 58' | Expo Square Pavilion, Tulsa, Oklahoma |

#### Semifinále
| 28. března 2015 17:30                                                                    |        |                                                                              |                                         |
| Brazílie                                                                                 | 5 : 5  | Mexiko                                                                       | Sears Centre, Hoffman Estates, Illinois |
| Mauricio Salles 17' (pen.) Daniel Martini Mattos 34' Elmo Neto 46', 55' Marcio Leite 57' | Report | Miguel Vaca 9' Miguel Resendes 18' Rodrigo Flores 23' Eduardo Velez 29', 55' | Sears Centre, Hoffman Estates, Illinois |

| |       | Penaltový rozstřel                                                                |  |
| Luan Sales Oliveira Mauricio Salles Dias Tiguinho Marcio Leite Daniel Martini Mattos Ricardinho Sobreira | 2 : 3 | Efrain Martinez Omar Santillan Miguel Vaca Eduardo Velez Bogar Moreno Jair Aleman |  |

| 28. března 2015 19:30                              |        |                                                                                             |                                         |
| Rumunsko                                           | 3 : 7  | USA                                                                                         | Sears Centre, Hoffman Estates, Illinois |
| George Adrian Calugareanu 53', 54' Radu Burciu 56' | Report | Chiky Luna 4' Brian Harris 15', 49' Evan McNeley 17' Kraig Chiles 19', 29' Gordy Gurson 53' | Sears Centre, Hoffman Estates, Illinois |

#### Finále
| 29. března 2015 17:00                              |        |                                                                           |                                         |
| Mexiko                                             | 3 : 5  | USA                                                                       | Sears Centre, Hoffman Estates, Illinois |
| Miguel Vaca 25' Rodrigo Flores 44' Omar Quiroz 59' | Report | Pat Healey 15' Brian Harris 23' Felipe Gonzalez 27' Kraig Chiles 28', 44' | Sears Centre, Hoffman Estates, Illinois |

## Vítěz
| Mistrovství světa v malém fotbale 2015 USA (1. titul) |